# Croton boissieri
Espèce
Croton boissieri est une espèce de plantes à fleurs du genre Croton et de la famille des Euphorbiaceae, présente au Pérou.
Il a pour synonyme :
- Oxydectes boissieri, (Müll.Arg.) Kuntze